# Edward Gniewosz-Oleksów
Edward Gniewosz-Oleksów (2. září 1822 Wzdów – 24. května 1906 Vídeň) byl rakouský politik polské národnosti z Haliče, v 2. polovině 19. století poslanec Říšské rady.

## Biografie
Národní listy ho popisují v nekrologu jako člověka malé postavy, s velkou hlavou, povahou buřiče. Uměl vyprávět veselé historky o haličských volbách. Působil jako odborný šéf na ministerstvu kultu a vyučování. Za vlády Adolfa von Auersperga se na tomto rezortu stal dvorním radou. V roce 1886 ho ministr Paul Gautsch penzionoval, ale Gniewosz se zde ještě později stal šéfem odboru.
Byl poslancem Haličského zemského sněmu. Působil i jako poslanec Říšské rady (celostátního parlamentu), kam usedl v prvních přímých volbách roku 1873 za kurii venkovských obcí v Haliči, obvod Sanok, Bruozow, Lisko atd. V roce 1873 se uvádí jako c. k. komoří a ministerský rada, bytem Vídeň. V parlamentu zastupoval federalistickou slovanskou opozici. Rezignaci na poslanecké křeslo oznámil na schůzi 19. října 1876, po znovuzvolení ale již 21. listopadu 1876 opětovně složil slib. Do parlamentu se dostal i ve volbách roku 1879, volbách roku 1885 a volbách roku 1891.
Zasedal v poslanecké frakci Polský klub, ale často se odkláněl od většinového stanoviska klubu. Kritizoval například ministra Juliana Dunajewského v otázce lihové daně. V roce 1894 zase prosazoval vlastní postoj k tématu slovinského národnostního školství ve Štýrsku a byl tehdy oceňován německým tiskem, zato kritizován většinou polské veřejnosti. Argumentoval tím, že jako stoupenec haličské autonomie musí respektovat rozhodnutí (německé) většiny štýrského sněmu. V roce 1901 odmítl podat ruku Wojciechu Dzieduszyckému se slovy: „Na Vašich rukou lpí krev.“
Zemřel v květnu 1906.
Jeho bratrem byl důstojník Zygmunt Gniewosz (1827–1909) a bratrancem politik Włodzimierz Gniewosz (1841–1909).